# Sturm Tuva
Sturm Tuva hieß der Sturm, der am 31. Januar 2008 über das südliche Norwegen und über Götaland in Schweden zog. Auf Koster erreichten die Orkanböen eine Stärke von 35 Meter pro Sekunde und auf Väderö 34 Meter pro Sekunde. Auch Skåne war von dem Sturm betroffen. In Skåne blieben 3.000 Haushalte ohne Strom.
Der Sturm entstand durch ein Tiefdruckgebiet, welches sich über der Labradorsee südwestlich von Grönland bildete. Dieses zog am 30. Januar an Island vorbei. Das Tiefdruckgebiet erhielt von der Freien Universität Berlin den Namen „Resi“. Am Donnerstag, dem 31. Januar fiel der Luftdruck auf 950 Hektopascal und der Sturm zog langsam über das Nordmeer in gerader Bahn über die Färöer- und die Shetlandinseln. Während des Donnerstages wurde ein großes Areal rings um das Zentrum des Tiefdruckgebietes von dem Sturm getroffen. Zeitgleich gab es schwere Unwetter. In der Irischen See erlitt die Frachtfähre „The Riverdance“ Schiffbruch. Die Faröerinseln wurden von einem gewaltigen Schneesturm gelähmt. In Norwegen waren Sörlandet und Östlandet betroffen. Das Norwegische Meteorologische Institut gab dem Extremwetter den Namen Tuva. Über Südschweden zogen sowohl eine Warm- als auch eine Kaltfront. Insgesamt waren während des Sturmes mehr als 27.000 Haushalte von Stromausfällen betroffen.
Am Freitag, dem 1. Februar bewegte sich das Tiefdruckgebiet über die Nordsee bis hinunter nach Stavanger in Südnorwegen. Die beiden Wetterfronten, die schwere Niederschläge mit sich brachten, zogen später nördlich über Schweden ab. Am 2. Februar teilte sich das Tiefdruckgebiet. Es entstanden zwei Tiefdruckzentren über Nordskandinavien von jeweils zirka 970 Hektopascal. Wenig später schwächte sich die Tiefdruckzone deutlich ab.
Am 3. Februar bildete sich erneut ein Tiefdruckgebiet über dem Nordmeer, welches die gesamte Wetterlage in Westeuropa dominierte.
Der Sturm Tuva war im Jahr 2008 bereits der dritte Sturm, der über Schweden hinweg zog.